# Elessar (piedra)
Elessar, que significa ‘piedra de elfo’ en quenya, es el nombre de un objeto ficticio del legendarium del escritor J. R. R. Tolkien. Es una piedra mágica, de cuya creación existen dos versiones, aunque ambas coinciden en su descripción.  

## Primera versión
En la primera versión que escribió Tolkien, la Elessar fue creada en el Reino Escondido de Gondolin por el segundo mejor orfebre que había entre los Noldor después de Fëanor, Enerdhil. A Enerdhil le gustaban mucho las plantas y su mayor alegría era ver como la luz del Sol atravesaba las hojas de los árboles. Así que decidió crear una joya que simbolizara lo que más le gustaba del mundo y la hizo de color verde como las hojas y en su interior encerró luz solar. Le dio además poderes curativos y con ellos se podían sanar heridas y las plantas marchitas se erguían de nuevo. 
Enerdhil se la dio como regalo a Idril, la hija del Rey Turgon de Gondolin, y gracias a ella, Idril y su familia pudieron salvarse de la destrucción de Gondolin.
- Datos: Q3721872